# Motta Sant'Anastasia
Motta Sant'Anastasia es una localidad italiana de la provincia de Catania , región de Sicilia, con 11.448 habitantes. Fue la localidad natal del tenor Giuseppe Di Stefano. En este pueblo yace enterrado el atleta alemán Carl Ludwig 'Luz' Long tras fallecer durante la masacre de Biscari.  

Ubicación de la ciudad de Motta Sant'Anastasia dentro de la provincia de Catania.

## Evolución demográfica
| Gráfica de evolución demográfica de Motta Sant'Anastasia entre 1861 y 2001 |
|                                                                            |
| Fuente ISTAT - elaboración gráfica de Wikipedia                            |